# Microtus guatemalensis
Microtus guatemalensis és una espècie de mamífer rosegador de la família dels cricètids. Viu a altituds d'entre 2.600 i 3.100 msnm a Guatemala i Mèxic. Els seus hàbitats naturals són les pastures i els boscos montans. Pot ser que sigui un animal diürn o crepuscular. Està amenaçat pel sobrepasturatge provocat pels ramats ovins. El seu nom específic, guatemalensis, significa ‘guatemalenc’ en llatí.